# Lakhey

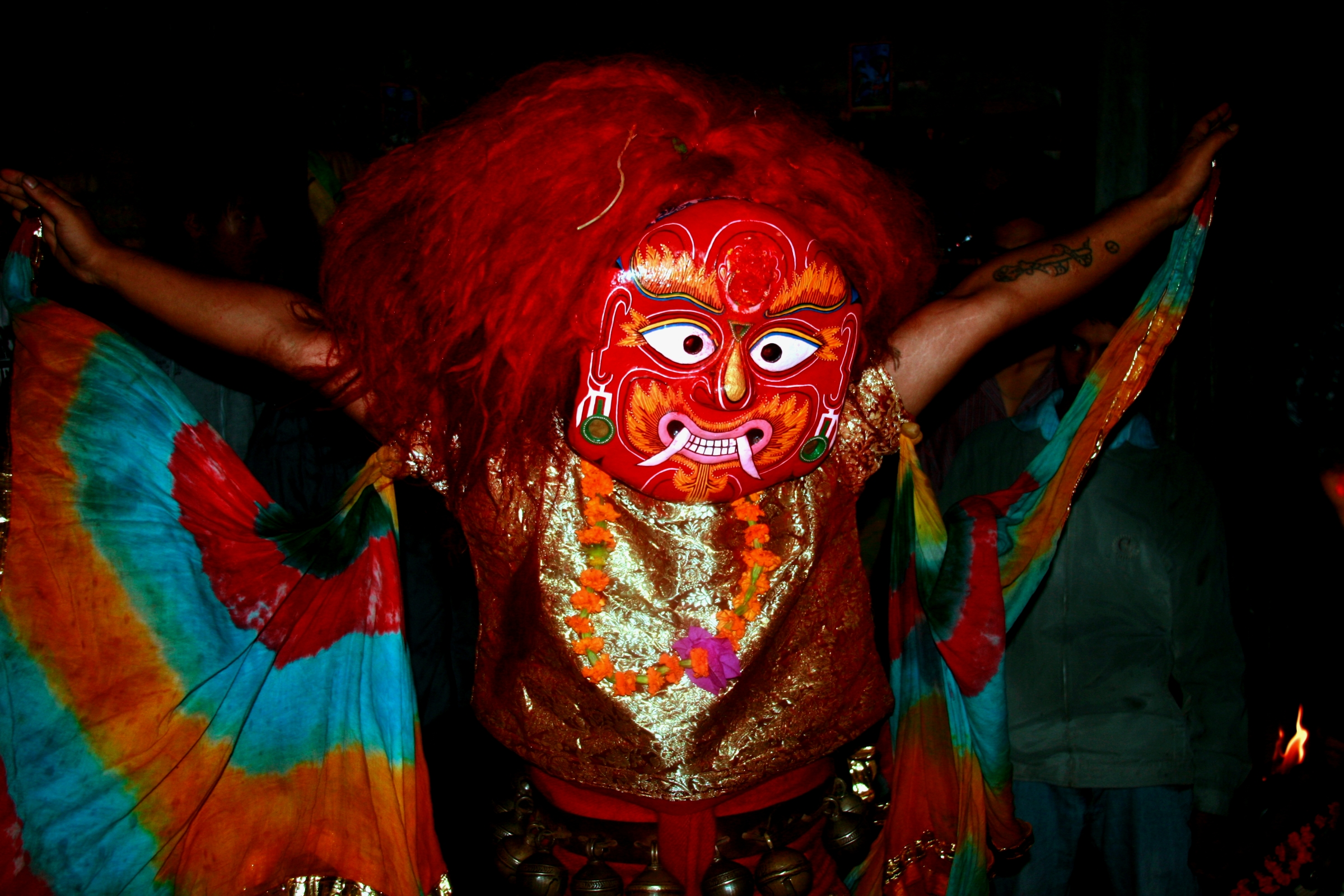
Majipa Lakhe de Katmandú.

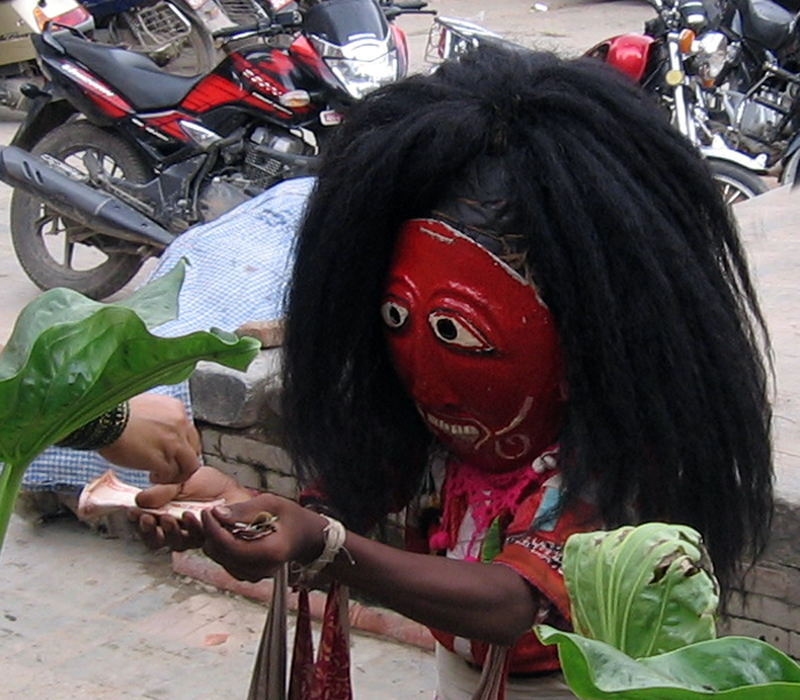
Un bailarín Lakhe de Dhading, Katmandú.

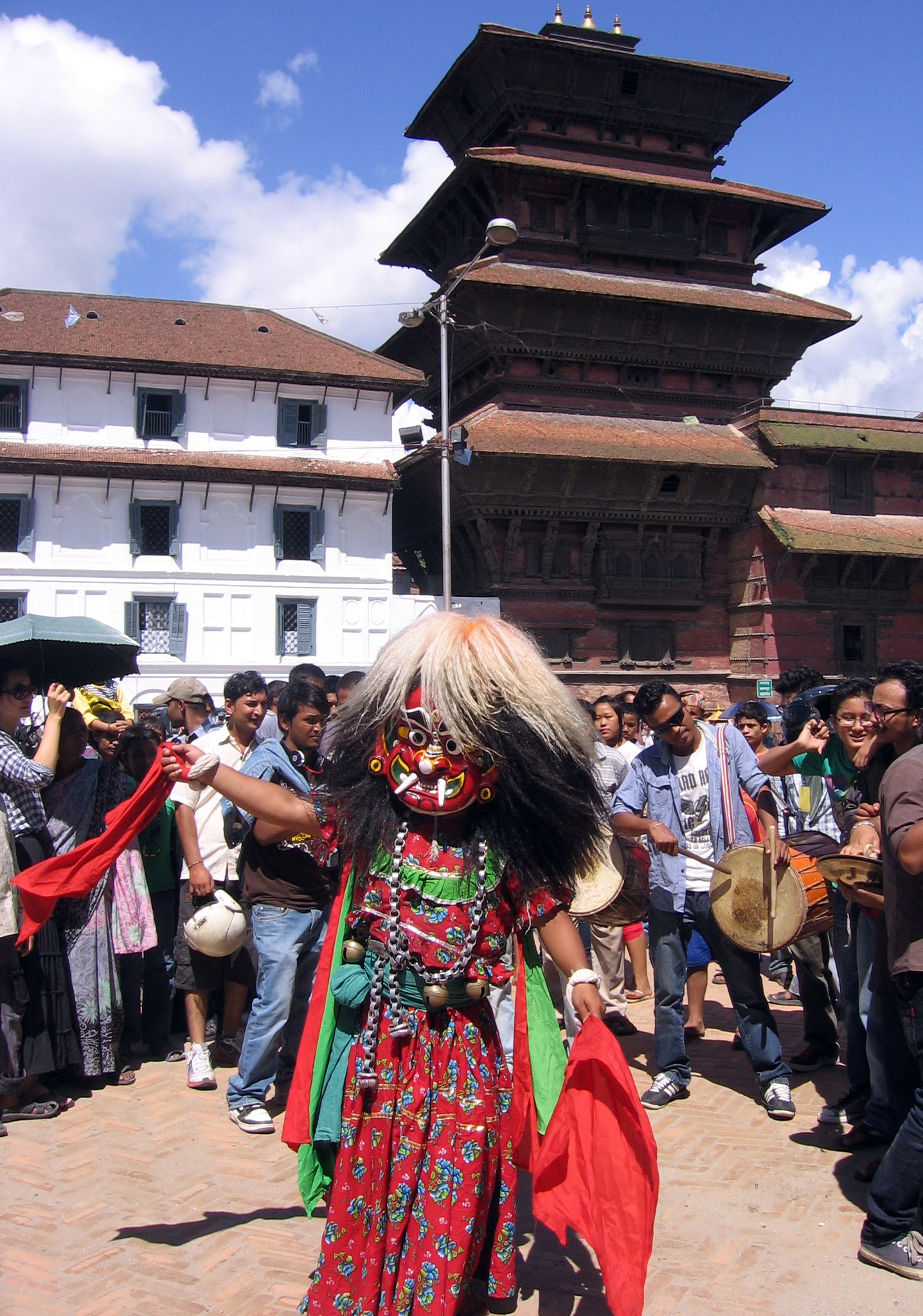
Bhojpur Lakhe en Katmandú.

El Lākhey (en Nepal bhasa: लाखे, lā-khé) (puede escribirse como Lākhe, Lākhay, लाखय्) es un demonio del folclore nepalés. Es descrito como una criatura con un feroz rostro, colmillos sobresalientes, y con una melena de color rojo o negro. Estos seres son prominentes en la cultura tradicional newa de Nepal Mandala. La tradición Lakhe se encuentra en el Valle de Katmandú y en otros asentamientos newa en todo Nepal.
Se dice que los lakhes son demonios que solían vivir en los bosques, y que después se convirtieron en los protectores de los pueblerinos. Una lakhe de sexo femenino es conocida como Lasin (लसिं).
Otro ser legendario en el folclore nepalés es el Khyāh, que es descrito como una criatura similar simio, el cual es gordo y peludo.

## Lakhes danzantes
La danza de los lakhey son considerados como uno de los bailes más populares de Nepal. Los artistas hacen uso de máscaras y disfraces, y realizan aquellos bailes en las calles y en las plazas durante los festivales. La máscara está hecha de papel maché y colas de yak, estas últimas usadas para el cabello. La danza se caracteriza por realizar movimientos salvajes y música fuerte.
El lakhey más famoso es el Majipa Lakhey de Katmandú, quién aparece durante el festival de Yenya (Indra Jatra) en septiembre. Además, es considerado como una deidad. Los habitantes de la ciudad le ofrecen comida y artículos rituales, mientras éste se mueve por la ciudad, acompañado de su banda musical, y ofreciendo espectáculos de baile.
Los lakhe se detienen en los cruce de caminos y en las plazas de los mercados, para llevar a cabo el espectáculo. Durante el baile, aparece un niño pequeño llamado Jhyalincha (झ्यालिंचा), quién se burla del lakhe, y es perseguido por la ira del demonio. Jhyalincha siempre logra deslizarse entre la multitud y escapar.
Gunla Lakhe sale durante el mes de Gunla, el 10.º mes del calendario Nepal Sambat, que corresponde al mes de agosto.

## Otros Lakhes
Existen otros lakhey con sus particulares características. Se dice que estos seres míticos residen en varias partes de la ciudad.
- El michyāh lākhe (मिच्या: लाखे) (que significa ''demonio ardiendo en llamas" en Nepal bhasa) es un espíritu, del que según dice, puede generar combustión espontánea hacia donde vaya. También se cree que aquellas personas poseídas por este demonio, pueden generar incendios.
- El minpu lākhe (मिंपू लाखे), también es un demonio capaz de generar incendios.